# Outlast 2
Outlast 2 (англ. Пережити 2) — відеогра жанру survival horror від першої особи, розроблена і видана компанією Red Barrels. Гра вийшла 25 квітня 2017 року на платформах Windows, PlayStation 4 і Xbox One.
У жовтні 2014 року в інтерв'ю сайту Bloody Disgusting співзасновник студії Філіп Морін оголосив, що студія Red Barrels працює над наступником Outlast — Outlast 2. Він зазначив, що гра-продовження також буде належати до жанру survival horror і що в ній будуть нові головні герої і сюжет, але події відбуватимуться в тому ж всесвіті. Морін описав розроблювану гру як «емоційний атракціон» і підкреслив, що всі дизайнерські рішення в ній виходять з того, як вони впливають на переживання гравців і слугують цим переживанням. Анонс гри відбувся 29 жовтня 2015 року, коли був випущений міні-тизер до гри.

## Ігровий процес
Outlast 2, подібно до свого попередника Outlast і його доповнення Whistleblower, є одиночною грою в жанрі survival horror c видом від першої особи. Цього разу гравець керує журналістом Блейком Лангерман, якій рухається по сільській місцевості в районі Супай, поруч з плато Колорадо, з метою розшукати свою дружину Лінн, яка була викрадена релігійними фанатиками, що населяють околиці.
Блейк нездатний протистояти своїм ворогам, тому змушений рятуватися за допомогою втечі і переховувань. На відміну від попередньої гри, тут обмежена шкала витривалості, але доступні нові рухи, такі як ковзання і повзання, які суттєво допоможуть врятуватися від переслідувачів. Функціональність традиційної для серії відеокамери зазнала деякі удосконалення: так, тепер крім функції інфрачервоного підсвічування (нічної зйомки) доступний до застосування мікрофон, за допомогою якого герой може прослуховувати віддалені звуки і таким чином відслідковувати переміщення ворогів та їх діалоги. Для того щоб підтримувати камеру в робочому стані, гравцеві необхідно шукати запасні батарейки. Спочатку використання будь-якої з цих функцій призводило до зменшення заряду акумулятора відеокамери, але після першого оновлення гри виснаження енергії мікрофоном прибрали. Залежно від того, наскільки гравець них потребує, на локаціях з'являється певна кількість батарейок. Крім використання мікрофона з'явилася можливість переглядати записані відеоролики і фотографії. Також, якщо герой отримає значну шкоду, він не зможе уникати своїх переслідувачів і буде мати потребу в лікуванні. Так як автоматична регенерація в Outlast 2 відсутня, гравцеві необхідно шукати бинти, щоб його персонаж міг вчасно надати собі першу допомогу. Імовірність знайти бинти змінюється аналогічно пошуку батарейок.

## Сюжет
Журналіст Блейк Лангерманн з дружиною Лінн, розслідуючи справу про вбивство невідомої вагітної жінки, відправляються на гелікоптері в пустельне село Аризони, де їх транспорт зазнає катастрофи. Після падіння виживають тільки журналісти, а пілот виявляється розп'ятим на хресті. Лінн хапають місцеві жителі, і Блейк залишається біля гелікоптера один.
У пошуках своєї дружини Блейк потрапляє в село, де дізнається про Саллівана Ноті — шаленого проповідника, якого слухаються місцеві жителі. Салліван наказує вбити виживших, мотивуючи це тим, що вони є посланцями сатани, і «мати» — так місцеві жителі називають Лінн — носить в утробі антихриста.
Розшукавши Лінн, Блейк дізнається, що вона вагітна, і намагається її витягнути, але їх оточують і хапають. Однак, журналістів рятує інша група жителів, які не підкоряються Саллівану — «єретики». Вони ведуть Лінн, залишаючи Блейка лежати без свідомості.
Прокинувшись, Блейк продовжує пошуки, які приводять його до церкви. У церкві він знаходить чоловіка, прибитого до колеса, який радить Блейку скоріше сховатися. Сховавшись в кабінці, Блейк спостерігає як Салліван і його поплічники катують чоловіка, щоб дізнатися, куди єретики повели Лінн. Не витримавши тортур, чоловік каже, що її відвели в шахти, але його все одно вбивають разом з його дружиною.
Дочекавшись, поки Салліван піде, Блейк відправляється в шахти. Після, вибравшись на поверхню, Блейк знаходить Лінн. Разом вони намагаються втекти з цього села, але починається буря. Сховавшись в напівзруйнованій будівлі, вони зустрічають жінку з киркою (Марту), яка переслідувала Блейка, щоб убити. Намагаючись втекти від Марти, пара потрапляє в глухий кут. За збігом обставин, буря відриває від будівлі дах і Марту вбиває хрест, який впав з верхівки церкви.
У пошуках нового укриття журналісти потрапляють до церкви, де у Лінн починаються пологи. У болісних пологах Лінн вмирає, залишаючи Блейка з новонародженою дівчинкою. Починаються галюцинації, після яких Салліван сидить поруч з Блейком. Він каже Блейку, що з народженням дівчинки рай був знищений, після чого він перерізає собі горло. Сам же Блейк виходить на вулицю з дитиною на руках і хоче покинути це місце, але у нього знову починаються галюцинації з Джесікою, яка виголошує молитву.